# داویده آستوری
داویده آستوری (به ایتالیایی: Davide Astori؛ زادهٔ ۷ ژانویهٔ ۱۹۸۷ – درگذشتهٔ ۴ مارس ۲۰۱۸) بازیکن فوتبال اهل ایتالیا بود که به عنوان مدافع میانی بازی می‌کرد.
او نخستین بازی‌اش برای تیم ملی فوتبال ایتالیا را در سال ۲۰۱۱ انجام داد و ۱۴ بار برای این تیم به میدان رفت و توانست یک گل در جام کنفدراسیون‌ها ۲۰۱۳ به ثمر برساند، او همچنین مدال برنز این رقابت‌ها را دریافت کرد.
در ۴ مارس ۲۰۱۸، آستوری در اتاق هتل اودینه که در آن تیم فیورنتینا خود را برای بازی در برابر اودینزه آماده می‌کرد، در ۳۱ سالگی به دلیل ایست قلبی درگذشت.

## دوران ملی
آستوری ۴ بازی از سال ۲۰۰۴ برای تیم ملی فوتبال زیر ۱۸ سال ایتالیا انجام داد. پس از به دیگر رده‌های سنی تیم ملی دعوت نشد.
ولی نخستین بار توسط چزاره پراندلی سرمربی تازه منصوب شده ایتالیا، به تیم بزرگسالان برای انجام بازی دوستانه برابر ساحل عاج در ۱۰ اوت ۲۰۱۰ دعوت شد؛ اما بازی را به عنوان یار تعویضی ار روی نیمکت دنبال کرد و موفق به انجام بازی نشد. او نخستین بازی‌اش برای ایتالیا را در ۲۹ مارس ۲۰۱۱ برابر اوکراین در کی‌یف انجام داد. او در دقیقه ۱۷ بازی به عنوان یار تعویضی به جای جورجو کیه‌لینی مصدوم به زمین آمد اما در حالی که تنها ‍۱۵ دقیقه به پایان نیمهٔ دوم باقی مانده بود با دریافت کارت زرد دوم از زمین اخراج شد.

## سبک بازی
آستوری یک مدافع میانی چپ پای فیزیکی قد بلند بود و در نبردهای هوایی هم به خوبی عمل می‌کرد و دقت سرزنی بالایی داشت که باعث می‌شد هنگام ضربات شروع مجدد برای حریف خطر ایجاد می‌کرد؛ با این حال مدافع سریعی نبود. او همچنین از ویژگی‌های رهبری، قابلیت توپ پخش‌کنی و تکنیک بالایی برخوردار بود که به او اجازه می‌داد حملات را از دفاع طراحی کند. او توانایی بازی به عنوان مدافع مرکزی چپ در دو سیستم سه دفاعه و چهار دفاعه را داشت.

## زندگی شخصی
آستوری و همسرش فرانچسکا فیورتی دارای دختری به نام ویتوریا بودند که در زمان مرگ وی در سال ۲۰۱۸، دو ساله بود.

## مرگ و میراث

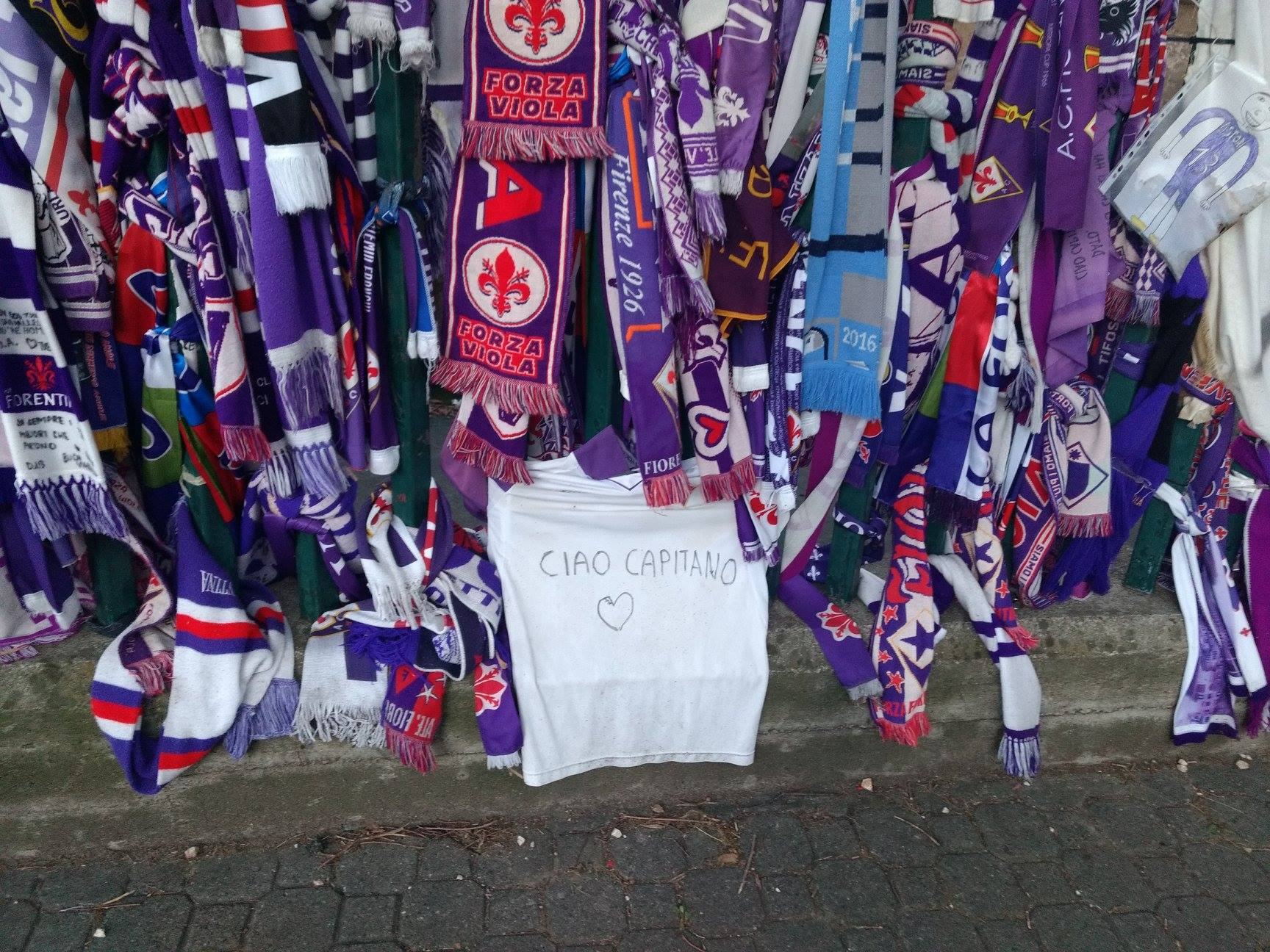
دیوار یادبودی در ورزشگاه آرتمیو فرانکی فلورانس که به به داویده آستوری وقف شده‌است.

در تاریخ ۴ مارس ۲۰۱۸، آستوری هنگام خواب زمانی که در هتلی در اودینه پیش از بازی فیورنتینا برابر اودینزه مستقر شده بود، درگذشت؛ دلیل مرگ او دو روز بعد پس از کالبدگشایی ایست قلبی اعلام شد. باشگاه فیورنتینا در بیانیه‌ای اعلام کرد: «فیورنتینا عمیقاً شوکه شده و مجبور شده‌است اعلام کند که کاپیتان داویده آستوری درگذشته است.» دیگو لوپز هم‌تیمی و سرمربی سابق او در کالیاری و کارلوس سانچز هم‌تیمی سابق او در فیورنتینا پس از شنیدن خبر مرگ او از هوش رفتند اما کمی بعد دوباره بهوش آمدند. تمامی بازی‌های سری آ و سری بی در روز ۴ مارس به دلیل این اتفاق لغو شدند. مرگ او سبب شوکه شدن جهان فوتبال شد و بسیاری از بازیکنان و مربیان ادای احترام کردند. یوفا در توییتر اعلام کرد که تمامی بازی‌های برنامه‌ریزی شده در آن هفته با یک دقیقه سکوت آغاز خواهند شد. دو باشگاه کالیاری و فیورنتینا شماره ۱۳ را که توسط آستوری پوشیده می‌شد، به افتخار وی بایگانی کردند. بازی بعدی فیورنتینا برابر بنونتو برای ۶۰ ثانیه در دقیقهٔ ۱۳ به احترام وی متوقف شد، در حالی که کودکان با پیراهن آستوری برای ادای احترام به او وارد بازی شدند؛ فیورنتینا هم ۱–۰ بنونتو پیروز شد و ویتور هوگو زنندهٔ تک گل بازی گلش را ادای احترام نظامی به تی-شرتی که تصویر آستوری را دربرداشت، جشن گرفت. کمی بعد در آن ماه، فیورنتینا اعلام کرد که نام زمین تمرینش را به یاد آستوری به «Centro Sportivo Davide Astori» تغییر خواهد داد. همچنین در همان ماه در بازی دوستانهٔ ایتالیا برابر آرژانتین در ۲۳ مارس و انگلستان در ۲۷ مارس، عبارت «Davide sempre con not» به معنای «داویده همیشه با ماست»، همراه با شمارهٔ ۱۳ بر روی پیراهن ایتالیا برجسته شده بود. اگر چه در فصل ۱۹–۲۰۱۸، سری آ قوانین جدیدی را برای همگون کردن بازوبند کاپیتانی تمامی کاپیتان‌ها وضع کرده بود، به خرمان پسلا کاپیتان جدید فیورنتینا توسط لیگ اجازه داده شد تا به احترام آستوری بازوبند منحصر به فردش را ببندد.

## آمار

### باشگاهی
| باشگاه            | فصل     | لیگ        | لیگ    | جام حذفی   | جام حذفی | یوفا       | یوفا   | دیگر جام‌ها | دیگر جام‌ها | مجموع      | مجموع  |
| باشگاه            | فصل     | تعداد بازی | گل زده | تعداد بازی | گل زده   | تعداد بازی | گل زده | تعداد بازی | گل زده     | تعداد بازی | گل زده |
| ----------------- | ------- | ---------- | ------ | ---------- | -------- | ---------- | ------ | ---------- | ---------- | ---------- | ------ |
| پیتزیگتونه (قرضی) | ۰۷–۲۰۰۶ | ۲۵         | ۱      | ۰          | ۰        | —          | —      | ۲          | ۰          | ۲۷         | ۱      |
| کرمونزه (قرضی)    | ۰۸–۲۰۰۷ | ۳۱         | ۰      | ۰          | ۰        | —          | —      | ۲          | ۰          | ۳۳         | ۰      |
| کالیاری           | ۰۹–۲۰۰۸ | ۱۰         | ۰      | ۱          | ۰        | —          | —      | —          | —          | ۱۱         | ۰      |
| کالیاری           | ۱۰–۲۰۰۹ | ۳۴         | ۲      | ۱          | ۰        | —          | —      | —          | —          | ۳۵         | ۲      |
| کالیاری           | ۱۱–۲۰۱۰ | ۳۶         | ۰      | ۰          | ۰        | —          | —      | —          | —          | ۳۶         | ۰      |
| کالیاری           | ۱۲–۲۰۱۱ | ۲۸         | ۱      | ۱          | ۰        | —          | —      | —          | —          | ۲۹         | ۱      |
| کالیاری           | ۱۳–۲۰۱۲ | ۳۲         | ۰      | ۱          | ۰        | —          | —      | —          | —          | ۳۳         | ۰      |
| کالیاری           | ۱۴–۲۰۱۳ | ۳۴         | ۰      | ۱          | ۰        | —          | —      | —          | —          | ۳۵         | ۰      |
| کالیاری           | مجموع   | ۱۷۴        | ۳      | ۵          | ۰        | —          | —      | —          | —          | ۱۷۹        | ۳      |
| رم (قرضی)         | ۱۵–۲۰۱۴ | ۲۴         | ۱      | ۲          | ۰        | ۴          | ۰      | —          | —          | ۳۰         | ۱      |
| فیورنتینا (قرضی)  | ۱۶–۲۰۱۵ | ۳۳         | ۰      | ۱          | ۰        | ۸          | ۰      | —          | —          | ۴۲         | ۰      |
| فیورنتینا         | ۱۷–۲۰۱۶ | ۳۳         | ۲      | ۱          | ۰        | ۶          | ۰      | —          | —          | ۴۰         | ۲      |
| فیورنتینا         | ۱۸–۲۰۱۷ | ۲۵         | ۱      | ۲          | ۰        | —          | —      | —          | —          | ۲۷         | ۱      |
| فیورنتینا         | مجموع   | ۹۱         | ۳      | ۴          | ۰        | ۱۴         | ۰      | —          | —          | ۱۰۹        | ۳      |
| مجموع             | مجموع   | ۳۴۵        | ۸      | ۱۱         | ۰        | ۱۸         | ۰      | ۴          | ۰          | ۳۷۸        | ۸      |

### ملی
| تیم ملی ایتالیا | تیم ملی ایتالیا | تیم ملی ایتالیا |
| سال             | تعداد بازی      | گل زده          |
| --------------- | --------------- | --------------- |
| ۲۰۱۱            | ۱               | ۰               |
| ۲۰۱۲            | ۱               | ۰               |
| ۲۰۱۳            | ۵               | ۱               |
| ۲۰۱۴            | ۲               | ۰               |
| ۲۰۱۵            | ۱               | ۰               |
| ۲۰۱۶            | ۳               | ۰               |
| ۲۰۱۷            | ۱               | ۰               |
| مجموع           | ۱۴              | ۱               |

### گل‌های ملی
| #  | تاریخ        | محل برگزاری                                         | حریف    | امتیاز | نتیجه            | رقابت                 |
| -- | ------------ | --------------------------------------------------- | ------- | ------ | ---------------- | --------------------- |
| ۱. | ۳۰ ژوئن ۲۰۱۳ | ورزشگاه ایتایپاوا آرنا فونته نوآوا، سالوادور، برزیل | اروگوئه | ۱–۰    | ۲–۲ (۳–۲ پنالتی) | جام کنفدراسیون‌ها ۲۰۱۳ |

## افتخارات
ایتالیا
- جام کنفدراسیون‌ها: ۲۰۱۳ (مدال برنز)